# Sonderaktion Bürgerbräukeller
Sonderaktion Bürgerbräukeller – kryptonim akcji represyjnej przeprowadzonej na obszarze III Rzeszy oraz w okupowanej Polsce w związku z nieudanym zamachem na Adolfa Hitlera w monachijskiej piwiarni Bürgerbräukeller. 
Zamach stał się pretekstem do przeprowadzenia masowych aresztowań przeciwników nazizmu w całych Niemczech. W okupowanej Polsce masowe represje związane z Sonderaktion Bürgerbräukeller dotknęły przede wszystkim inteligencję oraz tzw. „elementy reakcyjne i szlachtę”.